# Tupelo Honey
| 전문가 평가                   | 전문가 평가 |
| 평가 점수                     | 평가 점수   |
| 출처                          | 점수        |
| ----------------------------- | ----------- |
| AllMusic                      | [ 1 ]       |
| Christgau's Record Guide      | A–          |
| Goldmine                      | [ 3 ]       |
| Rolling Stone                 | [ 4 ]       |
| Uncut                         | [ 5 ]       |
| The Village Voice             | A−          |
| Encyclopedia of Popular Music | [ 7 ]       |
| Tom Hull                      | A–          |

《Tupelo Honey》는 북아일랜드의 싱어송라이터 밴 모리슨의 다섯 번째 스튜디오 음반이다. 1971년 10월 15일, 워너 브라더스 레코드에 의해 발매되었다. 모리슨은 캘리포니아주 마린군으로 이사하기 전 뉴욕주 우드스톡에서 녹음 세션 동안 작곡한 〈You're My Woman〉을 제외하고 음반에 수록된 모든 곡을 작곡했다. 녹음은 1971년 2분기 초에 샌프란시스코의 월리 하이더 스튜디오에서 시작되었다. 모리슨은 1971년 5월, 컬럼비아 스튜디오로 자리를 옮겨 음반을 완성했다.
음반의 이름과 타이틀곡은 미국 남동부에서 발견된 투펠로 나무의 꽃에서 생산된 다양한 꿀이다. 이 음반은 다양한 음악 장르를 특징으로 하며, 가장 두드러진 컨트리는 물론 R&B, 솔, 포크 록, 블루아이드 솔도 포함하고 있다. 이 가사는 음반 커버에 묘사된 가정의 행복을 반영한다. 그들은 당시 아내였던 자넷 "플래닛" 릭스비와 우드스톡과 모리슨의 가족 생활의 시골 환경을 묘사하고 축하한다.
《Tupelo Honey》는 《빌보드》 차트 27위에 올랐고 1977년 미국 음반 산업 협회로부터 골드 인증을 받았다. 그것은 유럽이나 다른 전 세계 차트에 오르는 데 실패했다. 이 음반은 두 개의 히트 싱글, 찬송가 같은 타이틀곡과 R&B 향의 〈Wild Night〉를 발표했다. 세 번째로 발매된 싱글 〈(Straight to Your Heart) Like a Cannonball〉은 덜 성공적이었고 빌보드 핫 100에 진입하지 못했다. 이 음반은 발매 당시 음악 평론가들로부터 대부분 긍정적인 평가를 받았지만, 모리슨의 전기 작가들은 이후 몇 년 동안 이 음반에 대해 덜 호의적이었다.

## 배경
《Tupelo Honey》 녹음 세션에 앞서 모리슨은 우드스톡에서 곧 발매될 컨트리 앤 웨스턴 음반의 데모 트랙을 녹음했다. 《Tupelo Honey》를 위해 계획된 곡들 중 일부는 음반에 실렸지만, 〈The Wild Side of Life〉, 〈Crying Time〉, 〈Banks of the Ohio〉와 같은 다른 전통적인 컨트리 곡들은 폐기되었다. 모리슨은 그의 집의 임대 기간이 만료되고 집주인이 다시 이사하고 싶어하자 우드스톡에서 이사하기로 결정했다. 그는 《멜로디 메이커》의 리처드 윌리엄스에게 1970년 다큐멘터리 영화 《우드스탁: 사랑과 평화의 3일》의 개봉이 공동체의 진기한 성격을 변화시켰다고 설명했다. 1971년 4월, 모리슨과 그의 가족은 그의 아내 재닛 플래닛이 가까운 곳에 살고 있는 캘리포니아주 마린군으로 이사했다. 당시 모리슨의 기타리스트였던 존 플라타니아는 전기 작가 스티브 터너에게 모리슨이 떠나고 싶지 않았지만 "자넷은 떠나고 싶지 않았지만, 자넷은 서부로 이사하고 싶었습니다. 그는 조종을 받고 가게 되었습니다."라고 말했다. 모리슨 부부의 새 집은 삼나무가 우거진 샌프란시스코에서 가까운 언덕에 위치한 시골 환경에 있었다. 이 움직임으로 모리슨은 완전한 컨트리 음반에 대한 생각을 버리고 그가 이전에 작곡한 노래와 의도된 자료의 일부를 교환했다.
모리슨은 워너 브라더스 레코드로부터 1년 안에 차트 싱글과 두 장의 음반을 제작하라는 압박을 받았다. 그의 이전 음반인 《His Band and the Street Choir》는 1970년 11월에 발매되었습니다. 1990년 숀 오해건 기자와의 인터뷰에서 그는 이 시기를 음반 커버에 그려진 느긋한 분위기와는 대조적이라고 묘사했다. "내가 서부 연안에 갔을 때, 우드스톡에서 함께 일했던 음악가들은 연락이 되지 않았기 때문에 나는 《Tupelo Honey》를 위해 사실상 완전히 새로운 밴드를 구성해야 했습니다. 그래서 매우 힘든 시기였습니다. 밴드를 바꾸고 싶진 않았지만 스튜디오에 들어가려면 전화를 걸어 누군가를 불러야 했어요. 그것이 내가 처한 곤경이었습니다."라고 말했다.

## 녹음
《Tupelo Honey》의 녹음 세션 장소 때문에, 뉴욕주에서 캘리포니아주로 이사한 모리슨의 이전 밴드 소속 음악가들은 색소폰 연주자 잭 슈뢰어와 그의 아내 엘렌뿐이었다. 코니 케이는 《Astral Weeks》에 드럼을 연주했고 게리 말라버는 《Moondance》에서 드럼과 비브라폰을 연주했다. 이번 음반에서 케이는 4곡의 드럼 키트를 연주했고 나머지 트랙에는 신입 멤버 릭 슐로저가, 말라버는 타악기와 비브라폰을 연주했다. 전기 작가 하워드 드윗은 모리슨의 음악이 캘리포니아주로 이주한 것에 대해 확신하며 "마린군의 음악 폭발은 또한 밴의 음악에 많은 것을 더했습니다. 특히, 로니 몬트로즈의 기타 작품은 《Tupelo Honey》를 록 클래식으로 만들었습니다."라고 말했다. 마크 조던과 존 맥피가 리듬 섹션의 나머지를 구성했다. 호른 부분의 나머지 멤버는 플룻을 연주하는 브루스 로이스턴과 부츠 휴스턴, 트럼펫을 연주하는 루이스 가스카였다. 밴드는 타이틀곡에 오르간을 기여한 프로듀서 테드 템플먼에 의해 보강되었다.
첫 녹음 세션은 1971년 봄 샌프란시스코의 월리 하이더 스튜디오에서 열렸고 3주 동안 계속되었다. 《Tupelo Honey》에서 녹음된 곡들 중 〈Wild Night〉, 〈Moonshine Whiskey〉, 〈I Wanna Roo You (Scottish Derivative)〉, 〈(Straight to Your Heart) Like a Cannonball〉 등 4곡만이 선택되었다. 릭 슐로저와 존 맥피가 이 트랙에서 연주했지만 두 번째 세션에서 탈락했다. 엔지니어 스티븐 반카드는 "밴드가 리허설을 하고 테드 템플먼이 호텔로 가서 밴을 픽업할 것이다. 우리는 한두 테이크를 했고, 그는 호텔로 돌아갔고, 밴드는 다음 곡으로 넘어갔습니다."
모리슨은 1971년 늦봄에 음반의 두 번째 세션을 녹음하기 위해 샌프란시스코의 컬럼비아 스튜디오로 자리를 옮겼다. 이번에는 모리슨이 녹음을 시작하기 전에 이 곡들을 리허설했고, 이는 세션이 더 원활하게 진행될 수 있도록 도왔다. 〈You're My Woman〉은 다른 곡들이 나온 지 며칠 후 녹음되었고, 릭 슐로저가 드럼을 연주했다.

## 곡 목록
모든 곡들은 밴 모리슨에 의해 작사/작곡하였다.
| #  | 제목                                           | 재생 시간 |
| -- | ---------------------------------------------- | --------- |
| 1. | 〈Wild Night〉                                 | 3:33      |
| 2. | 〈(Straight to Your Heart) Like a Cannonball〉 | 3:43      |
| 3. | 〈Old Old Woodstock〉                          | 4:17      |
| 4. | 〈Starting a New Life〉                        | 2:10      |
| 5. | 〈You're My Woman〉                            | 6:44      |

| #  | 제목                                      | 재생 시간 |
| -- | ----------------------------------------- | --------- |
| 1. | 〈Tupelo Honey〉                          | 6:54      |
| 2. | 〈I Wanna Roo You (Scottish Derivative)〉 | 3:27      |
| 3. | 〈When That Evening Sun Goes Down〉       | 3:06      |
| 4. | 〈Moonshine Whiskey〉                     | 6:48      |